# William Briwere
William Briwere (auch William Brewer, William Bruere oder William de Briwere; † 24. November 1244) war ein englischer Geistlicher. Ab 1223 war er Bischof von Exeter.

## Herkunft und Karriere als Geistlicher
William Briwere war ein Neffe des gleichnamigen William Brewer, einem einflussreichen Beamten, der während der Herrschaft von König Johann Ohneland in Südwestengland einen umfangreichen Grundbesitz aufbauen konnte. Über seine familiäre Abstammung und über seine Ausbildung ist ansonsten nichts bekannt. Als Schützling seines Onkels wurde Brewer während der Vakanz nach dem Tod von Bischof Henry Marshal von Exeter 1208 Pfarrer der Kirche von Braunton sowie Präzentor der Kathedrale von Exeter. Als nach dem Tod von Bischof Simon im September 1223 sein Onkel im Auftrag des Königs Verwalter der Diözese Exeter wurde, bewog er rasch das Kathedralkapitel, Briwere zum neuen Bischof zu wählen. Am 21. April 1224 wurde Briwere zusammen mit Ralph de Neville von Chichester und Walter Mauclerk von Carlisle von Erzbischof Stephen Langton in der St Katherine’s Chapel in Westminster zum Bischof geweiht. Seine Erhebung in dieses Amt wurde von Hubert de Burgh unterstützt, der wohl beabsichtigte Williams Onkel auf seine politische Seite zu ziehen, und trotz der ungenügenden Ausbildung Briweres und der Umstände seiner Wahl wurde dies in der damaligen Zeit nicht als skandalös empfunden.

## Kreuzzug mit Peter des Roches
Kurz nach seiner Weihe beauftragte ihn König Heinrich III., Plympton Castle, eine Burg des rebellischen Falkes de Bréauté zu besetzen. Briwere war bereit, die Burg im Sturm erobern zu lassen, was jedoch seine Truppen verweigerten. Daraufhin wurde die Burg erst nach 15-tägiger Belagerung durch Robert de Courtenay, dem Sheriff von Devon, erobert.
Durch die Ausweitung der Selbstverwaltung des Kathedralkapitels konnte Briwere für sich selbst mehr persönliche Freiheiten gewinnen, so dass er im Sommer 1227 zu einem Kreuzzug ins Heilige Land aufbrach. Zu diesem Zweck hatte ihm sein verstorbener Onkel noch 4000 Mark zur Verfügung gestellt, die bei den Tempelrittern in Akkon hinterlegt waren. Zusammen mit dem mit ihm befreundeten Peter des Roches, Bischof von Winchester reiste er nach Italien, von wo sie im August 1227 von Brindisi in See stachen. Sie hatten ein Armeekontingent dabei, wobei unklar ist, ob dieses aus Engländern oder aus auf dem europäischen Festland rekrutierten Söldnern bestand. Im August 1227 stachen sie von Brindisi in See. Im Heiligen Land wurden beide Bischöfe zu einflussreichen Ratgebern Kaiser Friedrichs II., der auf seinem Kreuzzug 1228 im Heiligen Land eintraf. Papst Gregor IX. hatte zwar verboten den Kaiser, der zu diesem Zeitpunkt exkommuniziert war, zu unterstützen, aber beide Bischöfe ignorierten den päpstlichen Befehl und arbeiteten eng mit Friedrich und seinen Agenten zusammen. Der kreuzfahrende Kaiser wusste insbesondere die mitgebrachten Finanzmittel der Bischöfe zu schätzen. Die beiden Bischöfe bezeugten im Februar 1229 einen Vertrag des Kaisers mit dem Sultan von Kairo, demnach Jerusalem friedlich an die Christen zurückgegeben wurde, den sog. Friede von Jaffa. Anschließend besuchte Briwere im März 1229 Jerusalem. Wie schnell er anschließend nach England zurückkehrte ist unklar. Einige Historiker nehmen an, dass er schon 1229 wieder in England war. Wahrscheinlich reiste er jedoch mit des Roches wieder zurück, wobei sie Aufenthalte in Italien und Frankreich machten.

## Diplomat im Dienst des Königs
Erst im April 1231 wird Brewer wieder in England erwähnt. König Heinrich III. beauftragte ihn mehrfach mit diplomatischen Missionen. 1234 sollte er zusammen mit des Roches versuchen, einen Friedensvertrag mit dem französischen König Ludwig IX. auszuhandeln, und 1235 begleitete er Isabella, eine Schwester des englischen Königs, zu ihrer Heirat mit Kaiser Friedrich II. nach Worms. Anfang 1236 verhandelte er erneut mit Frankreich über einen Friedensvertrag. Im Januar 1241 überquerte er zusammen mit dem päpstlichen Legaten Oddone, der auf dem Weg zum misslungenen Konzil von Papst Gregor IX. nach Rom war, den Ärmelkanal. Dabei erreichte er vor dem 24. März 1241 Pontigny. Heinrich III. dankte Briwere mehrfach mit Geschenken von Wildbret und Bauholz aus den königlichen Wäldern.

## Wirken als Bischof
Briwere trat sein Amt 1224 in einer Zeit des Aufbruchs an. Die Minderjährigkeit von Heinrich III. ging dem Ende zu, und der junge König bestätigte die in der Magna Carta festgelegten Privilegien der Kirche und des Adels. Das Kathedralkapitel, das wohl unzufrieden mit den veralteten Strukturen der Diözese war, hatte vermutlich eine Reform zu einer Bedingung der Wahl Briweres gemacht. Innerhalb von zwei Jahren schuf Brewer die Ämter eines gewählten Dekans und eines Kanzlers des Kathedralkapitels, für die er auch Einkünfte stiftete. Auf Kosten der bischöflichen Einkünfte erhöhte er auch die Einkünfte der anderen Ämter und des Kathedralchores. Briwere versprach, ohne das Einverständnis des Dekans und des Kathedralkapitels keinen Grundbesitz oder kirchliche Rechte zu verkaufen oder zu verschenken. Auf einer Bistumssynode erließ er die ersten umfassenden Statuten seiner Diözese, die nach dem Vorbild der Diözese Salisbury verfasst worden waren. Er genehmigte den Bau eines Kapitelhauses und begann mit dem Bau eines neuen Bischofspalastes. Mit Unterstützung des Königs richtete er bei Faringdon einen Jagdpark ein, für den er vom König Hirsche geschenkt bekam. Den von ihm gegründeten Boroughs Crediton und Penryn gewährte er eine Charta.
Persönlich war Brewer zweifellos gläubig. Er verehrte die Gottesmutter Maria, für die er bei Crediton eine Einsiedelei stiftete. Er förderte in seinem Bistum Klöster und ließ die ersten Niederlassungen der Dominikaner in seiner Diözese zu. Dem Kathedralschatz von Exeter hinterließ er seine zahlreichen liturgischen Gewänder.
Als alter Mann wollte Briwere von seinem Amt zurücktreten. Am 15. Dezember 1244 befahl Papst Innozenz IV. Bischof William of Raleigh von Winchester, den Rücktritt von Briwere entgegenzunehmen. Zu diesem Zeitpunkt war Briwere jedoch bereits gestorben. Der Chronist Matthew Paris lobte ihn für seinen guten Charakter, seine vornehme Abstammung und für seine Fähigkeiten.